# جولي لي بريتون
جولي لي بريتون هي مصممة أزياء تقليدية وممثلة كندية، ولدت في سبتمبر 1975 في كيبك في كندا.

## وصلات خارجية
- جولي لي بريتون على موقع IMDb (الإنجليزية)
- جولي لي بريتون على موقع ألو سيني (الفرنسية)
- جولي لي بريتون على موقع أول موفي (الإنجليزية)
- جولي لي بريتون على موقع قاعدة بيانات الفيلم (الإنجليزية)
- جولي لي بريتون على موقع كينوبويسك (الروسية)